# Vòng loại Giải vô địch bóng đá thế giới 2014 – Khu vực châu Âu
Liên đoàn bóng đá châu Âu được chia 13 suất tham dự vòng chung kết giải vô địch bóng đá thế giới 2014. 53 quốc gia và vùng lãnh thổ thành viên đã đăng ký tham dự. Vòng loại được tiến hành từ tháng 9 năm 2012 đến tháng 11 năm 2013.

## Thể thức thi đấu
53 đội được chia thành 9 bảng gồm 8 bảng có 6 đội và 1 bảng có 5 đội. Các đội xếp đầu mỗi bảng sẽ giành quyền vào vòng chung kết. 8 đội xếp thứ hai có thành tích tốt nhất sẽ phân thành 4 cặp thi đấu 2 trận sân nhà sân khách chọn 4 suất cuối cùng.

## Phân loại hạt giống
Việc xếp loại hạt giống dựa vào bảng xếp hạng của FIFA ở thời điểm ngày 29 tháng 11 năm 2011.
Kết quả bốc thăm hạt giống như sau:
| Nhóm 1 | Nhóm 2 | Nhóm 3 |
| --- | --- | --- |
| Tây Ban Nha (1) · Hà Lan (2) · Đức (3) · Anh (6) · Bồ Đào Nha (7) · Ý (8) · Croatia (9) · Na Uy (12) · Hy Lạp (13)                | Pháp (15) · Montenegro (17) · Nga (18) · Thụy Điển (19) · Đan Mạch (21) · Slovenia (22) · Thổ Nhĩ Kỳ (24) · Serbia (27) · Slovakia (29)            | Thụy Sĩ (30) · Israel (32) · Cộng hòa Ireland (33) · Bỉ (37) · Cộng hòa Séc (38) · Bosna và Hercegovina (41) · Belarus (42) · Ukraina (45) · Hungary (47) |
| Nhóm 4 | Nhóm 5 | Nhóm 6 |
| Bulgaria (48) · România (53) · Gruzia (57) · Litva (58) · Albania (59) · Scotland (61) · Bắc Ireland (62) · Áo (66) · Ba Lan (69) | Armenia (70) · Phần Lan (75) · Estonia (79) · Síp (80) · Latvia (83) · Moldova (85) · Bắc Macedonia (96) · Azerbaijan (111) · Quần đảo Faroe (112) | Wales (112) · Liechtenstein (118) · Iceland (121) · Kazakhstan (126) · Luxembourg (128) · Malta (173) · Andorra (203) · San Marino (203)                  |

## Vòng 1
Lễ bốc thăm chia bảng diễn ra vào ngày 1 tháng 8 năm 2011 tại Rio de Janeiro, Brasil.
Các trận đấu đều diễn ra từ ngày 7 tháng 9 năm 2012 đến ngày 15 tháng 10 năm 2013. Một lịch trình ban đầu bao gồm các trận đấu trước ngày này không được phê chuẩn bởi FIFA.

### Tóm tắt
| Bảng A                                      | Bảng B                                      | Bảng C                                                | Bảng D                                     | Bảng E                             | Bảng F                                           | Bảng G                                      | Bảng H                                       | Bảng I                        |
| ------------------------------------------- | ------------------------------------------- | ----------------------------------------------------- | ------------------------------------------ | ---------------------------------- | ------------------------------------------------ | ------------------------------------------- | -------------------------------------------- | ----------------------------- |
| · Bỉ                                        | · Ý                                         | · Đức                                                 | · Hà Lan                                   | · Thụy Sĩ                          | · Nga                                            | · Bosna và Hercegovina                      | · Anh                                        | · Tây Ban Nha                 |
| · Croatia                                   | · Đan Mạch                                  | · Thụy Điển                                           | · România                                  | · Iceland                          | · Bồ Đào Nha                                     | · Hy Lạp                                    | · Ukraina                                    | · Pháp                        |
| · Serbia · Scotland · Wales · Bắc Macedonia | · Cộng hòa Séc · Bulgaria · Armenia · Malta | · Áo · Cộng hòa Ireland · Kazakhstan · Quần đảo Faroe | · Hungary · Thổ Nhĩ Kỳ · Estonia · Andorra | · Slovenia · Na Uy · Albania · Síp | · Israel · Azerbaijan · Bắc Ireland · Luxembourg | · Slovakia · Litva · Latvia · Liechtenstein | · Montenegro · Ba Lan · Moldova · San Marino | · Phần Lan · Gruzia · Belarus |

### Bảng đấu

#### Tiêu chí xếp hạng
Bảng xếp hạng trong mỗi nhóm được xác định như sau:
- a) Giành nhiều điểm hơn trong các trận đối đầu trực tiếp;
- b) Hiệu số bàn thắng cao hơn trong các trận đối đầu trực tiếp (nếu có trên hai đội bằng điểm);
- c) Ghi nhiều bàn thắng hơn trong các trận đối đầu trực tiếp (nếu có trên hai đội bằng điểm).

Trong trường hợp có trên hai đội bằng điểm, sau khi áp dụng các tiêu chí trên, vẫn có hai đội bằng điểm thi các tiêu chí đó lại áp dụng lần nữa với riêng hai đội. Nếu vẫn chưa quyết định được thì áp dụng các tiêu chí tiếp theo:
- d) Hiệu số bàn thắng cao hơn trong các trận vòng bảng;
- e) Ghi nhiều bàn thắng hơn trong các trận vòng bảng;
- f) Điểm số trên bảng xếp hạng các đội tuyển quốc gia châu Âu;
- g) Hệ số chơi đẹp (fair play) tại vòng bảng

#### Bảng A
| Đội           | Pld | W | D | L | GF | GA | GD  | Pts |
| ------------- | --- | - | - | - | -- | -- | --- | --- |
| Bỉ            | 10  | 8 | 2 | 0 | 18 | 4  | +14 | 26  |
| Croatia       | 10  | 5 | 2 | 3 | 12 | 9  | +3  | 17  |
| Serbia        | 10  | 4 | 2 | 4 | 18 | 11 | +7  | 14  |
| Scotland      | 10  | 3 | 2 | 5 | 8  | 12 | −4  | 11  |
| Wales         | 10  | 3 | 1 | 6 | 9  | 20 | −11 | 10  |
| Bắc Macedonia | 10  | 2 | 1 | 7 | 7  | 16 | −9  | 7   |

|               | Bỉ  | Croatia | Bắc Macedonia | Scotland | Serbia | Wales |
| ------------- | --- | ------- | ------------- | -------- | ------ | ----- |
| Bỉ            | —   | 1–1     | 1–0           | 2–0      | 2–1    | 1–1   |
| Croatia       | 1–2 | —       | 1–0           | 0–1      | 2–0    | 2–0   |
| Bắc Macedonia | 0–2 | 1–2     | —             | 1–2      | 1–0    | 2–1   |
| Scotland      | 0–2 | 2–0     | 1–1           | —        | 0–0    | 1–2   |
| Serbia        | 0–3 | 1–1     | 5–1           | 2–0      | —      | 6–1   |
| Wales         | 0–2 | 1–2     | 1–0           | 2–1      | 0–3    | —     |

#### Bảng B
| Đội          | Pld | W | D | L | GF | GA | GD  | Pts |
| ------------ | --- | - | - | - | -- | -- | --- | --- |
| Ý            | 10  | 6 | 4 | 0 | 19 | 9  | +10 | 22  |
| Đan Mạch     | 10  | 4 | 4 | 2 | 17 | 12 | +5  | 16  |
| Cộng hòa Séc | 10  | 4 | 3 | 3 | 13 | 9  | +4  | 15  |
| Bulgaria     | 10  | 3 | 4 | 3 | 14 | 9  | +5  | 13  |
| Armenia      | 10  | 4 | 1 | 5 | 12 | 13 | −1  | 13  |
| Malta        | 10  | 1 | 0 | 9 | 5  | 28 | −23 | 3   |

|              | Armenia | Bulgaria | Cộng hòa Séc | Đan Mạch | Ý   | Malta |
| ------------ | ------- | -------- | ------------ | -------- | --- | ----- |
| Armenia      | —       | 2–1      | 0–3          | 0–1      | 1–3 | 0–1   |
| Bulgaria     | 1–0     | —        | 0–1          | 1–1      | 2–2 | 6–0   |
| Cộng hòa Séc | 1–2     | 0–0      | —            | 0–3      | 0–0 | 3–1   |
| Đan Mạch     | 0–4     | 1–1      | 0–0          | —        | 2–2 | 6–0   |
| Ý            | 2–2     | 1–0      | 2–1          | 3–1      | —   | 2–0   |
| Malta        | 0–1     | 1–2      | 1–4          | 1–2      | 0–2 | —     |

#### Bảng C
| Đội              | Pld | W | D | L | GF | GA | GD  | Pts |
| ---------------- | --- | - | - | - | -- | -- | --- | --- |
| Đức              | 10  | 9 | 1 | 0 | 36 | 10 | +26 | 28  |
| Thụy Điển        | 10  | 6 | 2 | 2 | 19 | 14 | +5  | 20  |
| Áo               | 10  | 5 | 2 | 3 | 20 | 10 | +10 | 17  |
| Cộng hòa Ireland | 10  | 4 | 2 | 4 | 16 | 17 | −1  | 14  |
| Kazakhstan       | 10  | 1 | 2 | 7 | 6  | 21 | −15 | 5   |
| Quần đảo Faroe   | 10  | 0 | 1 | 9 | 4  | 29 | −25 | 1   |

|                  | Áo  | Quần đảo Faroe | Đức | Kazakhstan | Cộng hòa Ireland | Thụy Điển |
| ---------------- | --- | -------------- | --- | ---------- | ---------------- | --------- |
| Áo               | —   | 6–0            | 1–2 | 4–0        | 1–0              | 2–1       |
| Quần đảo Faroe   | 0–3 | —              | 0–3 | 1–1        | 1–4              | 1–2       |
| Đức              | 3–0 | 3–0            | —   | 4–1        | 3–0              | 4–4       |
| Kazakhstan       | 0–0 | 2–1            | 0–3 | —          | 1–2              | 0–1       |
| Cộng hòa Ireland | 2–2 | 3–0            | 1–6 | 3–1        | —                | 1–2       |
| Thụy Điển        | 2–1 | 2–0            | 3–5 | 2–0        | 0–0              | —         |

#### Bảng D
| Đội        | Pld | W | D | L  | GF | GA | GD  | Pts |
| ---------- | --- | - | - | -- | -- | -- | --- | --- |
| Hà Lan     | 10  | 9 | 1 | 0  | 34 | 5  | +29 | 28  |
| România    | 10  | 6 | 1 | 3  | 19 | 12 | +7  | 19  |
| Hungary    | 10  | 5 | 2 | 3  | 21 | 20 | +1  | 17  |
| Thổ Nhĩ Kỳ | 10  | 5 | 1 | 4  | 16 | 9  | +7  | 16  |
| Estonia    | 10  | 2 | 1 | 7  | 6  | 20 | −14 | 7   |
| Andorra    | 10  | 0 | 0 | 10 | 0  | 30 | −30 | 0   |

|            | Andorra | Estonia | Hungary | Hà Lan | România | Thổ Nhĩ Kỳ |
| ---------- | ------- | ------- | ------- | ------ | ------- | ---------- |
| Andorra    | —       | 0–1     | 0–5     | 0–2    | 0–4     | 0–2        |
| Estonia    | 2–0     | —       | 0–1     | 2–2    | 0–2     | 0–2        |
| Hungary    | 2–0     | 5–1     | —       | 1–4    | 2–2     | 3–1        |
| Hà Lan     | 3–0     | 3–0     | 8–1     | —      | 4–0     | 2–0        |
| România    | 4–0     | 2–0     | 3–0     | 1–4    | —       | 0–2        |
| Thổ Nhĩ Kỳ | 5–0     | 3–0     | 1–1     | 0–2    | 0–1     | —          |

#### Bảng E
| Đội      | Pld | W | D | L | GF | GA | GD  | Pts |
| -------- | --- | - | - | - | -- | -- | --- | --- |
| Thụy Sĩ  | 10  | 7 | 3 | 0 | 17 | 6  | +11 | 24  |
| Iceland  | 10  | 5 | 2 | 3 | 17 | 15 | +2  | 17  |
| Slovenia | 10  | 5 | 0 | 5 | 14 | 11 | +3  | 15  |
| Na Uy    | 10  | 3 | 3 | 4 | 10 | 13 | −3  | 12  |
| Albania  | 10  | 3 | 2 | 5 | 9  | 11 | −2  | 11  |
| Síp      | 10  | 1 | 2 | 7 | 4  | 15 | −11 | 5   |

|          | Albania | Cộng hòa Síp | Iceland | Na Uy | Slovenia | Thụy Sĩ |
| -------- | ------- | ------------ | ------- | ----- | -------- | ------- |
| Albania  | —       | 3–1          | 1–2     | 1–1   | 1–0      | 1–2     |
| Síp      | 0–0     | —            | 1–0     | 1–3   | 0–2      | 0–0     |
| Iceland  | 2–1     | 2–0          | —       | 2–0   | 2–4      | 0–2     |
| Na Uy    | 0–1     | 2–0          | 1–1     | —     | 2–1      | 0–2     |
| Slovenia | 1–0     | 2–1          | 1–2     | 3–0   | —        | 0–2     |
| Thụy Sĩ  | 2–0     | 1–0          | 4–4     | 1–1   | 1–0      | —       |

#### Bảng F
| Đội         | Pld | W | D | L | GF | GA | GD  | Pts |
| ----------- | --- | - | - | - | -- | -- | --- | --- |
| Nga         | 10  | 7 | 1 | 2 | 20 | 5  | +15 | 22  |
| Bồ Đào Nha  | 10  | 6 | 3 | 1 | 20 | 9  | +11 | 21  |
| Israel      | 10  | 3 | 5 | 2 | 19 | 14 | +5  | 14  |
| Azerbaijan  | 10  | 1 | 6 | 3 | 7  | 11 | −4  | 9   |
| Bắc Ireland | 10  | 1 | 4 | 5 | 9  | 17 | −8  | 7   |
| Luxembourg  | 10  | 1 | 3 | 6 | 7  | 26 | −19 | 6   |

|             | Azerbaijan | Israel | Luxembourg | Bắc Ireland | Bồ Đào Nha | Nga |
| ----------- | ---------- | ------ | ---------- | ----------- | ---------- | --- |
| Azerbaijan  | —          | 1–1    | 1–1        | 2–0         | 0–2        | 1–1 |
| Israel      | 1–1        | —      | 3–0        | 1–1         | 3–3        | 0–4 |
| Luxembourg  | 0–0        | 0–6    | —          | 3–2         | 1–2        | 0–4 |
| Bắc Ireland | 1–1        | 0–2    | 1–1        | —           | 2–4        | 1–0 |
| Bồ Đào Nha  | 3–0        | 1–1    | 3–0        | 1–1         | —          | 1–0 |
| Nga         | 1–0        | 3–1    | 4–1        | 2–0         | 1–0        | —   |

#### Bảng G
| Đội                  | Pld | W | D | L | GF | GA | GD  | Pts |
| -------------------- | --- | - | - | - | -- | -- | --- | --- |
| Bosna và Hercegovina | 10  | 8 | 1 | 1 | 30 | 6  | +24 | 25  |
| Hy Lạp               | 10  | 8 | 1 | 1 | 12 | 4  | +8  | 25  |
| Slovakia             | 10  | 3 | 4 | 3 | 11 | 10 | +1  | 13  |
| Litva                | 10  | 3 | 2 | 5 | 9  | 11 | −2  | 11  |
| Latvia               | 10  | 2 | 2 | 6 | 10 | 20 | −10 | 8   |
| Liechtenstein        | 10  | 0 | 2 | 8 | 4  | 25 | −21 | 2   |

|                      | Bosna và Hercegovina | Hy Lạp | Latvia | Liechtenstein | Litva | Slovakia |
| -------------------- | -------------------- | ------ | ------ | ------------- | ----- | -------- |
| Bosna và Hercegovina | —                    | 3–1    | 4–1    | 4–1           | 3–0   | 0–1      |
| Hy Lạp               | 0–0                  | —      | 1–0    | 2–0           | 2–0   | 1–0      |
| Latvia               | 0–5                  | 1–2    | —      | 2–0           | 2–1   | 2–2      |
| Liechtenstein        | 1–8                  | 0–1    | 1–1    | —             | 0–2   | 1–1      |
| Litva                | 0–1                  | 0–1    | 2–0    | 2–0           | —     | 1–1      |
| Slovakia             | 1–2                  | 0–1    | 2–1    | 2–0           | 1–1   | —        |

#### Bảng H
| Đội        | Pld | W | D | L  | GF | GA | GD  | Pts |
| ---------- | --- | - | - | -- | -- | -- | --- | --- |
| Anh        | 10  | 6 | 4 | 0  | 31 | 4  | +27 | 22  |
| Ukraina    | 10  | 6 | 3 | 1  | 28 | 4  | +24 | 21  |
| Montenegro | 10  | 4 | 3 | 3  | 18 | 17 | +1  | 15  |
| Ba Lan     | 10  | 3 | 4 | 3  | 18 | 12 | +6  | 13  |
| Moldova    | 10  | 3 | 2 | 5  | 12 | 17 | −5  | 11  |
| San Marino | 10  | 0 | 0 | 10 | 1  | 54 | −53 | 0   |

|            | Anh | Moldova | Montenegro | Ba Lan | San Marino | Ukraina |
| ---------- | --- | ------- | ---------- | ------ | ---------- | ------- |
| Anh        | —   | 4–0     | 4–1        | 2–0    | 5–0        | 1–1     |
| Moldova    | 0–5 | —       | 0–1        | 1–1    | 3–0        | 0–0     |
| Montenegro | 1–1 | 2–5     | —          | 2–2    | 3–0        | 0–4     |
| Ba Lan     | 1–1 | 2–0     | 1–1        | —      | 5–0        | 1–3     |
| San Marino | 0–8 | 0–2     | 0–6        | 1–5    | —          | 0–8     |
| Ukraina    | 0–0 | 2–1     | 0–1        | 1–0    | 9–0        | —       |

#### Bảng I
| Đội         | Pld | W | D | L | GF | GA | GD  | Pts |
| ----------- | --- | - | - | - | -- | -- | --- | --- |
| Tây Ban Nha | 8   | 6 | 2 | 0 | 14 | 3  | +11 | 20  |
| Pháp        | 8   | 5 | 2 | 1 | 15 | 6  | +9  | 17  |
| Phần Lan    | 8   | 2 | 3 | 3 | 5  | 9  | −4  | 9   |
| Gruzia      | 8   | 1 | 2 | 5 | 3  | 10 | −7  | 5   |
| Belarus     | 8   | 1 | 1 | 6 | 7  | 16 | −9  | 4   |

|             | Belarus | Phần Lan | Pháp | Gruzia | Tây Ban Nha |
| ----------- | ------- | -------- | ---- | ------ | ----------- |
| Belarus     | —       | 1–1      | 2–4  | 2–0    | 0–4         |
| Phần Lan    | 1–0     | —        | 0–1  | 1–1    | 0–2         |
| Pháp        | 3–1     | 3–0      | —    | 3–1    | 0–1         |
| Gruzia      | 1–0     | 0–1      | 0–0  | —      | 0–1         |
| Tây Ban Nha | 2–1     | 1–1      | 1–1  | 2–0    | —           |

### Thứ tự các đội nhì bảng
Do một số bảng có 6 đội, một số bảng 5 đội nên trận đấu với đội thứ sáu ở các nhóm không được tính khi so sánh giữa các đội nhì bảng.
Thứ tự các đội nhì bảng
1. Số điểm cao nhất
2. Số bàn thắng
3. Số lượng cao nhất của bàn thắng

| Grp | Đội (Bảng xếp hạng FIFA tháng 9/2013) | Pld | W | D | L | GF | GA | GD | Pts |
| --- | ------------------------------------- | --- | - | - | - | -- | -- | -- | --- |
| G   | Hy Lạp (12)                           | 8   | 6 | 1 | 1 | 9  | 4  | +5 | 19  |
| I   | Pháp (25)                             | 8   | 5 | 2 | 1 | 15 | 6  | +9 | 17  |
| F   | Bồ Đào Nha (11)                       | 8   | 4 | 3 | 1 | 15 | 8  | +7 | 15  |
| H   | Ukraina (26)                          | 8   | 4 | 3 | 1 | 11 | 4  | +7 | 15  |
| C   | Thụy Điển (22)                        | 8   | 4 | 2 | 2 | 15 | 13 | +2 | 14  |
| E   | Iceland (54)                          | 8   | 4 | 2 | 2 | 15 | 14 | +1 | 14  |
| D   | România (31)                          | 8   | 4 | 1 | 3 | 11 | 12 | −1 | 13  |
| A   | Croatia (10)                          | 8   | 3 | 2 | 3 | 9  | 8  | +1 | 11  |
| B   | Đan Mạch (23)                         | 8   | 2 | 4 | 2 | 9  | 11 | −2 | 10  |

## Vòng 2
8 đội đứng nhì bảng sẽ tranh tài tại vòng 2 (vòng play-off). 8 đội sẽ được phân thành 4 cặp đấu theo thể thức sân nhà-sân khách. 4 đội thắng cuộc ở vòng đấu này sẽ giành quyền tham dự World Cup 2014.

### Phân loại hạt giống
Lễ bốc thăm cho các trận play-off được tổ chức vào ngày 21 tháng 10 năm 2013 tại Zurich. Lễ bốc thăm phân cặp sẽ được tiến hành sau khi công bố bảng xếp hạng FIFA tháng 10 năm 2013.
Các đội sau đây sẽ tham dự vào vòng 2:
| Nhóm hạt giống - Croatia - Hy Lạp - Bồ Đào Nha - Ukraina | Nhóm không phải hạt giống - Pháp - Iceland - România - Thụy Điển |

### Trận đấu
Các trận đấu diễn ra vào 2 ngày 15 và 19 tháng 11 năm 2013.
| Đội 1      | TTS | Đội 2     | Lượt đi | Lượt về |
| ---------- | --- | --------- | ------- | ------- |
| Bồ Đào Nha | 4–2 | Thụy Điển | 1–0     | 3–2     |
| Ukraina    | 2–3 | Pháp      | 2–0     | 0–3     |
| Hy Lạp     | 4–2 | România   | 3–1     | 1–1     |
| Iceland    | 0–2 | Croatia   | 0–0     | 0–2     |

## Lượng khán giả
| Đội    | Cao nhất | Thấp nhất | Trung bình |
| ------ | -------- | --------- | ---------- |
| Bảng A | 47,369   | 10,660    | 26,869     |
| Bảng B | 37,027   | 3,517     | 18,573     |
| Bảng C | 72,369   | 4,300     | 30,007     |
| Bảng D | 53,329   | 723       | 26,686     |
| Bảng E | 30,712   | 1,600     | 10,583     |
| Bảng F | 54,212   | 1,324     | 23,127     |
| Bảng G | 26,211   | 1,112     | 9,150      |
| Bảng H | 86,645   | 736       | 31,559     |
| Bảng I | 78,329   | 12,607    | 38,985     |

## Danh sách cầu thủ ghi bàn
11 bàn
| - Robin van Persie |

10 bàn
| - Edin Džeko |

8 bàn
| - Vedad Ibišević - Mesut Özil | - Cristiano Ronaldo | - Zlatan Ibrahimović |

7 bàn
- Wayne Rooney

6 bàn
| - David Alaba - Robbie Keane | - Tomer Hemed - Eden Ben Basat | - Hélder Postiga |

5 bàn
| - Zvjezdan Misimović - Franck Ribéry - Marco Reus - Konstantinos Mitroglou - Mario Balotelli | - Jeremain Lens - Rafael van der Vaart - Ciprian Marica - Aleksandr Kerzhakov | - Milivoje Novaković - Burak Yılmaz - Umut Bulut - Andriy Yarmolenko |

4 bàn
| - Yura Movsisyan - Kevin De Bruyne - Mario Mandžukić - Daniel Agger - Frank Lampard - Danny Welbeck - Thomas Müller - Miroslav Klose - Mario Götze | - André Schürrle - Dimitris Salpingidis - Balázs Dzsudzsák - Gylfi Sigurðsson - Kolbeinn Sigþórsson - Pablo Osvaldo - Eugen Sidorenco - Andrija Delibašić - Dejan Damjanović | - Jakub Błaszczykowski - Bruno Alves - Aleksandr Kokorin - Viktor Fayzulin - Aleksandar Kolarov - Pedro - Álvaro Negredo - Marko Dević - Gareth Bale |

3 bàn
| - Henrikh Mkhitaryan - Marc Janko - Martin Harnik - Miralem Pjanić - Stanislav Manolev - Aleksandar Tonev - Tomáš Pekhart - Nicklas Bendtner - Jermain Defoe | - Toni Kroos - Birkir Bjarnason - Jóhann Berg Guðmundsson - Jonathan Walters - Arjen Robben - Robert Lewandowski - Gabriel Torje - Roman Shirokov - Filip Đuričić | - Martin Jakubko - Marek Sapara - Johan Elmander - Fabian Schär - Yevhen Konoplyanka - Yevhen Khacheridi - Yevhen Seleznyov - Roman Bezus |

2 bàn
| - Edgar Çani - Valdet Rama - Hamdi Salihi - Aras Özbiliz - Philipp Hosiner - Zlatko Junuzović - Andreas Ivanschitz - Ruslan Abishov - Christian Benteke - Eden Hazard - Vincent Kompany - Kevin Mirallas - Romelu Lukaku - Emil Gargorov - Ivelin Popov - Eduardo da Silva - Efstathios Aloneftis - Matěj Vydra - Tomáš Hübschman - David Lafata - Václav Kadlec - Morten Rasmussen - Alex Oxlade-Chamberlain - Daniel Sturridge - Steven Gerrard - Konstantin Vassiljev - Teemu Pukki - Karim Benzema - Olivier Giroud | - Theofanis Gekas - Per Mertesacker - Zoltán Gera - Vladimir Koman - Ádám Szalai - Tamás Hajnal - Dániel Böde - Alfreð Finnbogason - Daniele De Rossi - Kairat Nurdauletov - Andrei Finonchenko - Aleksandrs Cauņa - Edgaras Česnauskis - Deivydas Matulevičius - Stefano Bensi - Aurélien Joachim - Daniel da Mota - Agim Ibraimi - Michael Mifsud - Alexandru Antoniuc - Fatos Bećiraj - Mirko Vučinić - Elsad Zverotić - Stevan Jovetić - Klaas-Jan Huntelaar - Bruno Martins Indi - Ruben Schaken - Martin Paterson - Gareth McAuley - Tarik Elyounoussi | - Brede Hangeland - Joshua King - Adrian Mierzejewski - Łukasz Piszczek - Piotr Zieliński - Silvestre Varela - Costin Lazăr - Bogdan Stancu - Viktor Fayzulin - Aleksandr Samedov - Denis Glushakov - Robert Snodgrass - Dušan Tadić - Tim Matavž - Jordi Alba - Sergio Ramos - Rasmus Elm - Tobias Hysén - Alexander Kačaniklić - Mario Gavranović - Gökhan Inler - Stephan Lichtsteiner - Xherdan Shaqiri - Granit Xhaka - Selçuk İnan - Artem Fedetskiy - Roman Zozulya - Aaron Ramsey |

1 bàn
| - Erjon Bogdani - Odise Roshi - Armando Sadiku - Gevorg Ghazaryan - Karlen Mkrtchyan - Artur Sarkisov - György Garics - Sebastian Prödl - Rauf Aliyev - Rahid Amirguliyev - Mahir Shukurov - Rufat Dadashov - Vagif Javadov - Renan Bressan - Stanislaw Drahun - Egor Filipenko - Anton Putsila - Dmitry Verkhovtsov - Sergei Kornilenko - Steven Defour - Marouane Fellaini - Guillaume Gillet - Jan Vertonghen - Senad Lulić - Haris Medunjanin - Radoslav Dimitrov - Ivan Ivanov - Georgi Milanov - Dimitar Rangelov - Vedran Ćorluka - Dejan Lovren - Nikica Jelavić - Niko Kranjčar - Ivica Olić - Ivan Perišić - Ivan Rakitić - Darijo Srna - Vincent Laban - Constantinos Makrides - Bořek Dočkal - Theodor Gebre Selassie - Daniel Kolář - Libor Kozák - Jan Rezek - Tomáš Rosický - Tomáš Hübschman - David Lafata - Václav Kadlec - Leon Andreasen - Andreas Cornelius - Simon Kjær - William Kvist - Niki Zimling - Andreas Bjelland - Nicki Bille Nielsen - Leighton Baines - Rickie Lambert - James Milner - Ashley Young - Andros Townsend - Henri Anier - Tarmo Kink - Joel Lindpere - Andres Oper - Rógvi Baldvinsson - Fróði Benjaminsen - Arnbjørn Hansen - Hallur Hansson - Roman Eremenko - Kasper Hämäläinen - Étienne Capoue - Abou Diaby - Christophe Jallet - Mamadou Sakho - Mathieu Valbuena | - Guram Kashia - Alexander Kobakhidze - Tornike Okriashvili - İlkay Gündoğan - Sami Khedira - Lazaros Christodoulopoulos - Sotiris Ninis - Nikos Spyropoulos - Giorgos Karagounis - Roland Juhász - Tamás Priskin - Vilmos Vanczák - Krisztián Németh - Nemanja Nikolić - Kári Árnason - Kevin Doyle - Andy Keogh - Darren O'Dea - Marc Wilson - John O'Shea - Rami Gershon - Maor Melikson - Bibras Natkho - Maharan Radi - Lior Refaelov - Itay Shechter - Mattia Destro - Alberto Gilardino - Riccardo Montolivo - Federico Peluso - Andrea Pirlo - Alberto Aquilani - Alessandro Florenzi - Heinrich Schmidtgal - Dmitriy Shomko - Nauris Bulvītis - Edgars Gauračs - Kaspars Gorkšs - Vladimirs Kamešs - Māris Verpakovskis - Artūrs Zjuzins - Valērijs Šabala - Renārs Rode - Martin Büchel - Mathias Christen - Michele Polverino - Nicolas Hasler - Tadas Kijanskas - Darvydas Šernas - Marius Žaliūkas - Fiodor Cernych - Saulius Mikoliūnas - Mathias Jänisch - Jovan Kostovski - Nikolče Noveski - Aleksandar Trajkovski - Ivan Tričkovski - Adis Jahović - Clayton Failla - Roderick Briffa - Edward Herrera - Artur Ioniță - Serghei Dadu - Alexandru Epureanu - Alexandru Suvorov - Viorel Frunză - Igor Armaș - Luka Đorđević - Nikola Drinčić - Luciano Narsingh - Kevin Strootman - Wesley Sneijder - David Healy - Niall McGinn - Dean Shiels | - Jamie Ward - Steven Davis - Markus Henriksen - Tom Høgli - John Arne Riise - Daniel Braaten - Kamil Glik - Jakub Kosecki - Waldemar Sobota - Łukasz Teodorczyk - Jakub Wawrzyniak - Hugo Almeida - Fábio Coentrão - Ricardo Costa - Nani - Alexandru Chipciu - Valerică Găman - Gheorghe Grozav - Alexandru Maxim - Adrian Mutu - Mihai Pintilii - Cristian Tănase - Claudiu Keserü - Vasili Berezutski - Alessandro Della Valle - Ikechi Anya - Grant Hanley - Shaun Maloney - Kenny Miller - James Morrison - Steven Naismith - Dušan Basta - Filip Đorđević - Branislav Ivanović - Lazar Marković - Aleksandar Mitrović - Stefan Šćepović - Miralem Sulejmani - Zoran Tošić - Jan Durica - Marek Hamšík - Viktor Pečovský - Kornel Saláta - Valter Birsa - Boštjan Cesar - Kevin Kampl - Andraž Kirm - Rene Krhin - Marko Šuler - Roberto Soldado - Xavi - Juan Mata - Marcus Berg - Alexander Kačaniklić - Mikael Lustig - Martin Olsson - Anders Svensson - Martin Olsson - Tranquillo Barnetta - Blerim Džemaili - Haris Seferović - Michael Lang - Emre Belözoğlu - Mevlüt Erdinç - Arda Turan - Edmar - Denys Harmash - Oleh Husyev - Yaroslav Rakitskiy - Vitaliy Mandzyuk - Hal Robson-Kanu - Simon Church |

phản lưới nhà
| - Ildefons Lima (trong trận gặp Hungary) - Igor Shitov (trong trận gặp Phần Lan) - Ragnar Klavan (trong trận gặp Hungary) - Joona Toivio (trong trận gặp Pháp) - Pól Jóhannus Justinussen (trong trận gặp Cộng hòa Ireland) | - Szilárd Devecseri (trong trận gặp Hà Lan) - Dmitriy Shomko (trong trận gặp Cộng hòa Ireland) - Stefan Ristovski (trong trận gặp Serbia) - Ryan Camilleri (trong trận gặp Đan Mạch) | - Branko Bošković (trong trận gặp Anh) - Alessandro Della Valle (trong trận gặp Anh) - Martin Škrtel (trong trận gặp Hy Lạp) - Oleh Husyev (trong trận gặp {{fb\|FRA) |